# Révolte en 2100
Révolte en 2100 (titre original : Revolt in 2100) est un recueil composé d'un roman court et de deux nouvelles de science-fiction de l'écrivain américain Robert A. Heinlein, publié en 1953. Le livre fait partie de sa série Histoire du futur . 

## Contenu
Son contenu est le suivant : 
- Avant-propos de Henry Kuttner : L'Œil innocent (The Innocent Eye)
- Si ça arrivait (If This Goes On-, 1940 ; initialement publié dans Astounding Science Fiction)
- La Réserve (Coventry, 1940 ; initialement publié dans Astounding Science Fiction)
- L'Inadapté (Misfit, 1939 ; initialement publié dans Astounding Science Fiction)
- Trame chronologique de l'Histoire du futur
- Postface : Des histoires jamais écrites (Concerning Stories Never Written)

Si ça arrivait est l'histoire d'une révolution dirigée contre une théocratie américaine, permettant à Heinlein de critiquer le risque de dérive autoritaire du fondamentalisme chrétien protestant. L'œuvre ne constitue toutefois pas une attaque contre la religion en général, car il fait participer une communauté mormone à la révolte anti-théocratique. Heinlein a réécrit son texte pour y inclure cette circonstance. 
Les deux nouvelles La Réserve et L'Inadapté sont des descriptions de la société libérale laïque qui succède à la théocratie, du point de vue des personnages qui la rejettent. 
Plus tard certaines éditions de poche ont rajouté le roman Les Enfants de Mathusalem  à Révolte en 2100. 
La postface décrit trois histoires qui parlent du début de la théocratie, puis de la rébellion contre elle. Le Son de ses ailes (The Sound of His Wings) met en scène un télévangéliste nommé Nehemiah Scudder qui profite d'une vague de soutien populiste et raciste à la présidence. Eclipse raconte l’effondrement de la société américaine, en mettant l’accent sur le désengagement du nouveau régime du programme spatial. L'Oreiller de pierre (The Stone Pillow) montre la montée en puissance de la rébellion que les protagonistes de Si ça arrivait rejoignent plus tard ; la rébellion (appelée la Deuxième révolution américaine dans des plus tardifs de l'Histoire du futur) inclut des mormons, des catholiques et des juifs, groupes réprimés par la théocratie et travaillant de concert avec les francs-maçons. Des indications éparses, en particulier des conversations dans Time Enough for Love et Les Enfants de Mathusalem, placent l'élection de Scudder en 2012. 
Le personnage de Nehemiah Scudder, le Premier Prophète du régime, avait fait son apparition dans le premier roman de Heinlein (jamais publié de son vivant), Pour nous, les vivants (For Us, The Living). Il est également utilisé dans Variable Star de Spider Robinson, un roman basé sur les grandes lignes de Heinlein. Le roman emprunte généreusement à l'Histoire du futur de Heinlein, sans respecter sa ligne temporelle.

## Accueil critique
Le critique Groff Conklin décrit l'édition Shasta comme un classique et l'histoire principale comme un brillant récit de révolution aux États-Unis. Boucher et McComas jugent la série impressionnante pour son époque et importante dans le développement de la science-fiction moderne, mais la trouvent extrêmement inégale, avec des pages dignes de la maturité de 1954 ... suivies immédiatement par des passages tirés de l'apprentissage littéraire de l'auteur. P. Schuyler Miller estime de son côté que Révolte de 2100 est une contribution nettement mineure de Heinlein, ... bien en dessous de la barre qu'il s'est lui-même fixée dans ses livres plus récents destinés aux adolescents. 